# Bany termostàtic

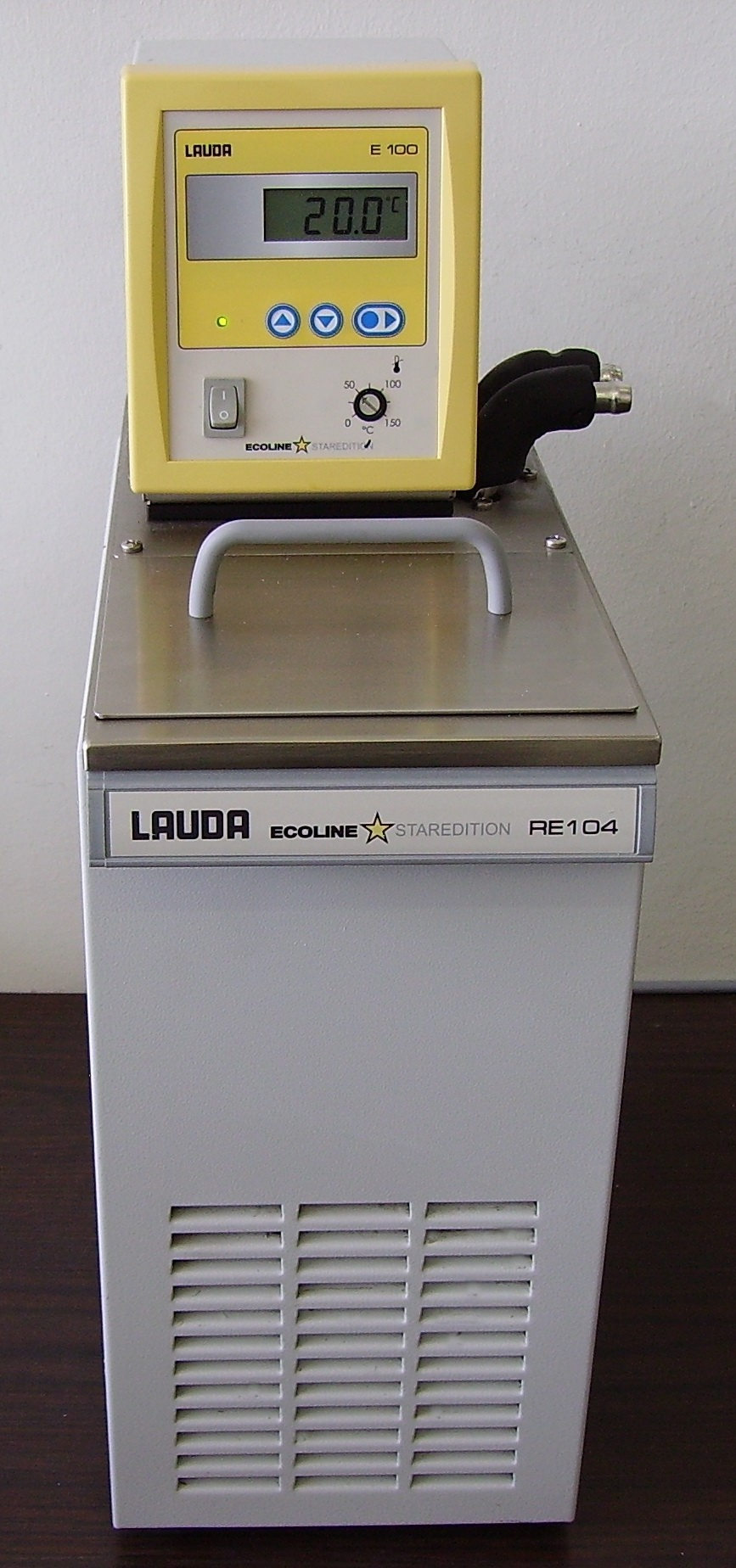
Bany termostàtic

Un bany termostàtic és un dispositiu per a realitzar-hi banys maria als laboratoris. Consta d'un sistema de calefacció mitjançant una resistència elèctrica que escalfa un líquid, habitualment aigua, la qual temperatura està regulada per un termòstat. Aquest líquid és el que bescanvia calor amb la substància, o mescla, que es vol escalfar a una determinada temperatura, o que es vol mantenir durant un cert temps a aquesta temperatura fixada.